# Villa Ballester
Villa Ballester es una ciudad ubicada en el centro del partido de General San Martín (provincia de Buenos Aires), Argentina, en la zona norte del Gran Buenos Aires. También es la decimotercera estación (Estación Villa Ballester) del ramal José León Suárez perteneciente a la línea del ferrocarril Mitre. Por su población y grado de actividad económica es considerada la segunda localidad en importancia del partido. Actualmente se encuentra dividida en dos barrios separados: Villa Ballester Noroeste y Villa Ballester Noreste.
También se suelen considerar como parte de Villa Ballester a los barrios: Villa Gregoria Matorras, el este de Villa General Guido y de Villa General Sucre, Villa General Las Heras, Villa Zapiola y el sur de Villa Necochea.

## Historia

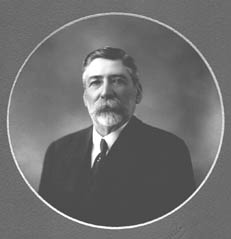
Dr. Pedro Ballester

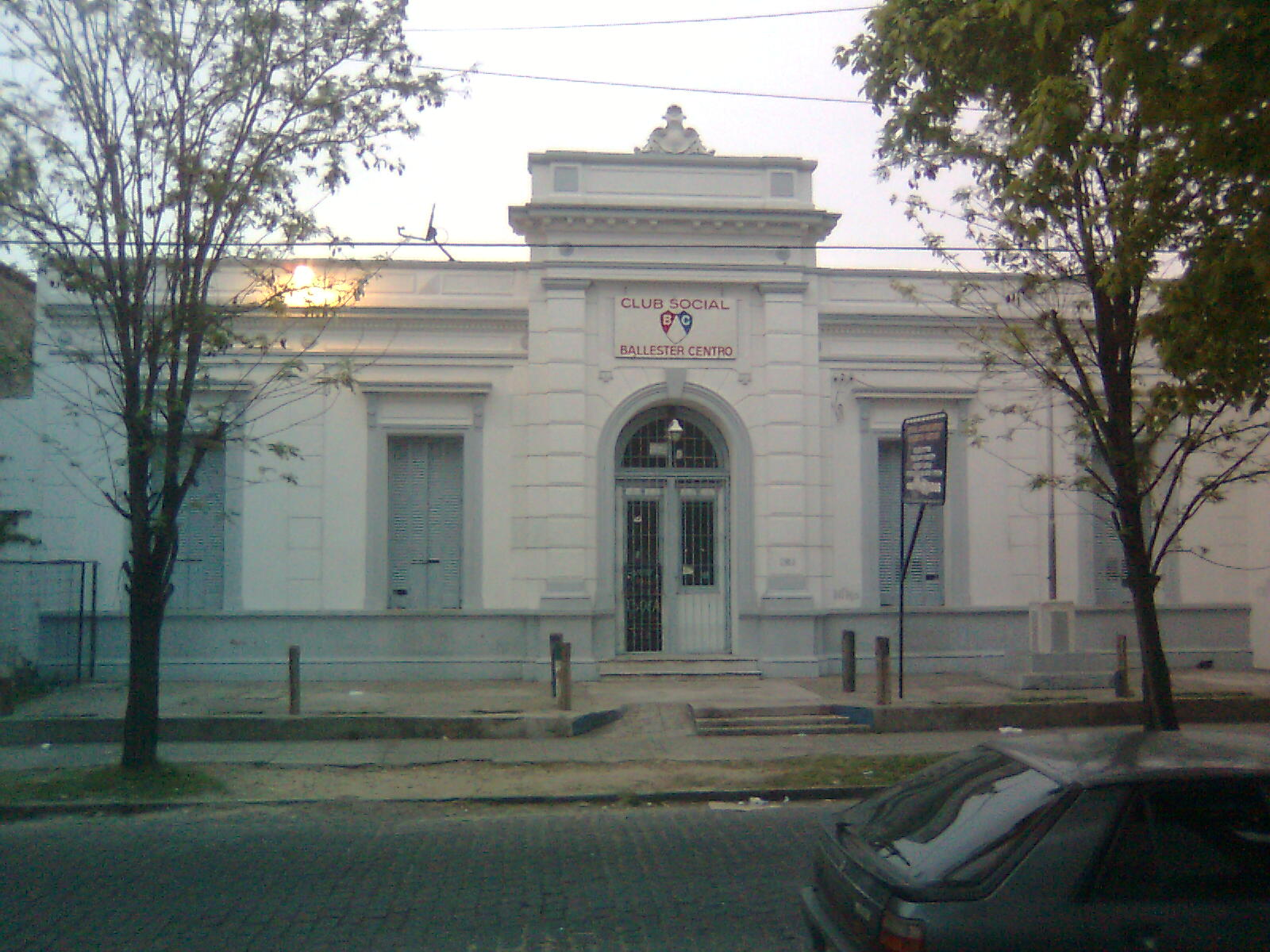
Casona de estilo francés, sede del Club Social Ballester Centro, ubicado en la calle Lacroze (61).

La ciudad de Villa Ballester se creó a partir de los terrenos de la chacra de Miguel Ballester y Flotat. Esta quedó en poder de varios herederos, pero fue Pedro Ballester quien —a fines de los años 1880— consideró la posibilidad de crear un pueblo con el loteo de todas estas tierras. 
La oportunidad sería un negocio seguro, teniendo en cuenta la proximidad con una estación de ferrocarril (inaugurada en 1895), y el crecimiento desmedido de Buenos Aires, de la que se encontraba relativamente cerca.

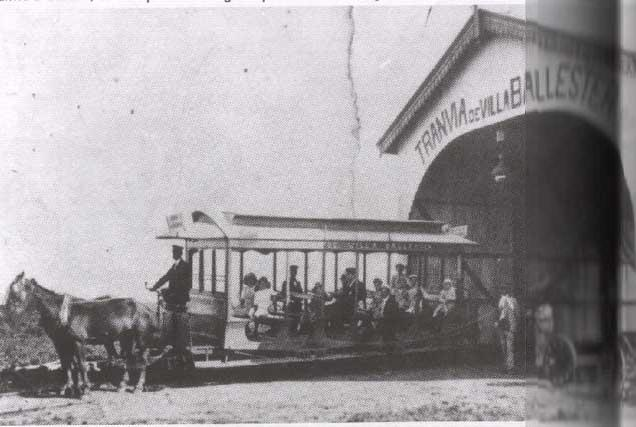
Antigua estación de tranvía a caballo de Villa Ballester, circa 1900.

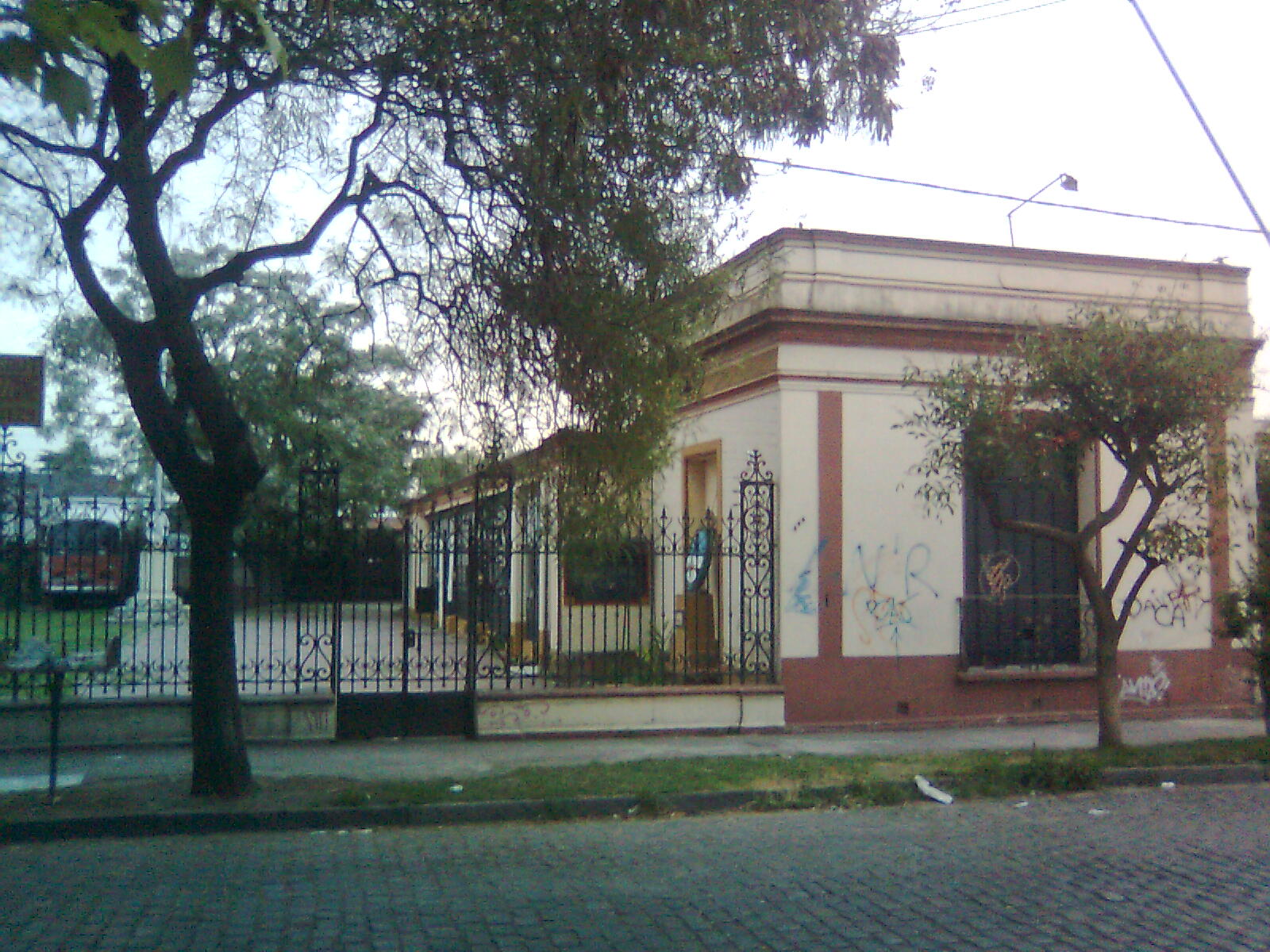
En este predio, sobre la calle Lacroze (61), desde 1941 funciona el Grupo Scout Laureano A Baudizzone.

Puede señalarse como fundación este primer loteo de 141 manzanas, ya que luego se le fueron agregando a la ciudad distintos loteos, aunque el loteo original siempre se considera como el casco histórico. La fecha de fundación es fijada el día 26 de octubre de 1889.
Entre las primeras familias que formaron parte de la fundación y dieron los primeros pasos en la zona se encuentra la familia Viola, es de destacar que muchos de los miembros de esta familia han tenido una actividad relevante en la sociedad argentina. Se puede citar a un Diputado de la Nación (León Viola), el primer cura párroco de Campana (Luis Viola), también un primer violinista del Teatro Colón, el escritor Miguel Ángel Viola, perteneciente a la generación literaria de los Existencialistas quien ha escrito libros tanto de poemas y relatos como de cuentos, además de haber realizado colaboraciones con diversos diarios del país (La Nación, La Gaceta de Tucumán, etc). Durante muchos años escribió para la Revista Sur fundada por Victoria Ocampo, publicación que se caracterizaba por reunir a los poetas y escritores más destacados de su tiempo. Otras de las familias que se destacan en los primeras décadas de existencia de Villa Ballester fueron Montpelat, Marengo, Falugue, Riganti, Scápola, Menini, Lynch, Klein, Fiorito, Bidondo, Cinalli, entre otras.
La geografía de la localidad, con ciertas ondulaciones del terreno (sobre todo en la zona oeste de la ciudad), y su clima privilegiado le valieron la denominación de Córdoba Chica.
Villa Ballester no solo atrajo a numerosas familias porteñas, que huían del hacinamiento de los conventillos, sino también a acaudalados señores -muchos de ellos franceses- que edificaron sus casas quintas y mansiones, tanto para el descanso veraniego o como vivienda permanente (siendo la más emblemática la Residencia Poletti, de estilo villa renacentista, ubicada en la esquina de Profesor Aguer y José Hernández -hoy demolida-). En la actualidad, todavía quedan en pie algunas de estas edificaciones. 
En las primeras décadas del siglo XX recibió un notable número de inmigrantes alemanes, que dejaron testimonio de su influencia en la localidad con sus típicas construcciones, estableciendo centros educativos —Hölters Schule, Deutsche Schule/Instituto Ballester— y una institución deportiva, la Sociedad Alemana de Gimnasia de Villa Ballester.
Terratenientes, hacendados, empresarios, intelectuales y artistas contribuyeron a su florecimiento, dejando huellas imborrables en la memoria y la fisonomía de la villa; como el caso del Club Bristol, fundado en 1925 por el galerista Alejandro Witcomb, ubicado en la calle Pueyrredón, entre República y Buenos Aires, conservando hasta el día de hoy su inconfundible fachada neo-colonial.
Villa Ballester fue declarada ciudad mediante el decreto provincial N.º 9955, el 30 de mayo de 1983. Fue firmado por el entonces Gobernador de facto de la Provincia de Buenos Aires, Jorge Aguado.

## Toponimia

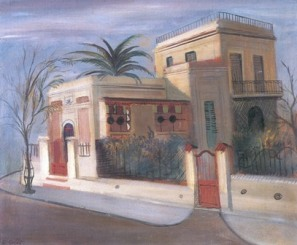
Paisaje de Villa Ballester, obra de Raúl Soldi (1935)

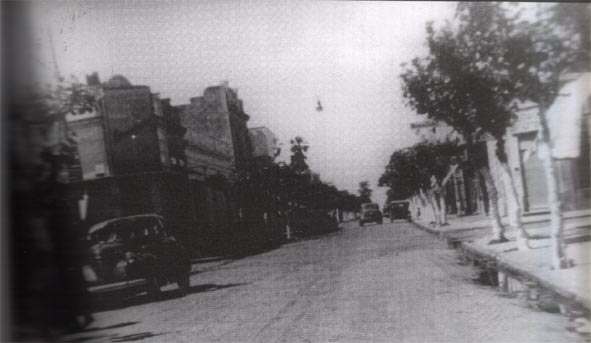
Calle Alvear a principios de la década de 1940

Lo debe con seguridad a la sociedad creada por Pedro Ballester y Guillermo Lacroze: Sociedad Villa Ballester, con la cual se dirigió el loteo que derivaría en la creación de la villa. 
Ballester es una familia que tiene una relación de larga data con el partido y la ciudad. Las tierras del pueblo se asientan en lo que fue la chacra de don Miguel Ballester y Flotat. 
Su hijo, Félix Ballester, tuvo una importante actuación en la creación del partido de San Martín, donde se encuentra la localidad. Finalmente el nieto de don Miguel —junto con otros parientes suyos— propició la creación del pueblo.

## Aspectos urbanísticos
La localidad conservó una baja densidad edilicia hasta mediados del siglo XX, cuando las fracciones de quintas y residencias fueron loteadas casi en su totalidad, extendiendo la planta urbana hacia sus límites actuales. Alrededor de los años 1970 se inicia la construcción de edificios de departamentos en el área céntrica, lo que marcó la desaparición de buena parte del patrimonio arquitectónico característico. A pesar de que en los últimos años existió la decisión política de proteger solares de interés histórico municipal incorporándolos al patrimonio, este proceso se ha acelerado con el auge de la construcción dado en el Área Metropolitana de Buenos Aires en los últimos años, fenómeno del que prácticamente no ha escapado ninguna ciudad de importancia. 
Desde 2007 la zona céntrica de la localidad se ve inmersa en un "boom" edilicio sin precedentes. Los permisos de construcción de propiedad horizontal (edificios de departamentos) se multiplicaron entre 2007 y 2008, presentándose una sostenida demanda.
Villa Ballester se encuentra atravesada por las vías del Ferrocarril Bartolomé Mitre, que la ha dividido en dos zonas: este y oeste, aunque conviene aclarar que esta división ha caído en desuso hace varios años. Sin embargo, hasta el día de hoy subsisten visibles diferencias en cuanto a la urbanización de una y otra zona, más que nada fundamentadas en la antigüedad de la ocupación y en deficiencias históricas de infraestructura.
Villa Ballester Este: por ser el casco histórico de la ciudad tuvo un desarrollo urbano más importante, concentrando la mayor densidad de edificios en altura, además de zonas residenciales y comerciales más amplias. Casi la totalidad de las sucursales bancarias con asiento en la localidad se encuentran en esta zona.
Villa Ballester Oeste: concentró su desarrollo en las cuadras adyacentes a la estación de ferrocarril, y en Malaver, el barrio residencial de mayor importancia de la localidad (a ambos lados). La cobertura de desagües cloacales en esta zona no se extiende más allá del área céntrica, en sentido sudoeste (hacia el barrio de Chilavert, límite con José León Suárez). Esta problemática -de larga data-, y la preponderancia de la ocupación industrial -por la cercanía de la Ruta Provincial 8 (ex-Ruta Nacional 8) - ha repercutido en que los loteos hayan sido más recientes.
A comienzos de 2009 fueron iniciados por parte de Aguas y Saneamientos Argentinos (AySA) los trabajos de extensión de la red cloacal en Villa Ballester Oeste. Los mismos ya habían sido anunciados como de inminente realización por la Municipalidad de San Martín a mediados de 2004, sin llegar a concretarse. Finalmente en 2007 se realizó la firma de un convenio entre el presidente de AySA Carlos Ben y el Intendente Municipal de San Martín, Ricardo Ivoskus comprometiendo formalmente la realización de las obras. Cabe destacar que las mismas eran reclamadas desde los años 1970.
El área industrial de la ciudad se extiende a partir de las 15 cuadras (aproximadamente) a ambos lados de la vía férrea, hacia el límite con el partido de Vicente López (calle Amancio Alcorta/Primera Junta) en el este, y desde la Avenida 9 de Julio hacia la Ruta Nacional 8 en el oeste.

## Proyecto de creación del Municipio de Ballester
El acelerado crecimiento de Villa Ballester como ciudad satélite de San Martín, cabecera del partido, ha motivado al igual que en otras poblaciones del Gran Buenos Aires, un proyecto para escindir la localidad del Partido de General San Martín. El mismo contempla inclusive la anexión al territorio del hipotético nuevo municipio, de la vecina localidad de San Andrés.

## Geografía
- Altitud: 24 metros sobre el nivel del mar
- Latitud: 34°31′59″ S
- Longitud: 58°33′0″ O

### Clima
| Parámetros climáticos promedio de Villa Ballester, BA | Parámetros climáticos promedio de Villa Ballester, BA | Parámetros climáticos promedio de Villa Ballester, BA | Parámetros climáticos promedio de Villa Ballester, BA | Parámetros climáticos promedio de Villa Ballester, BA | Parámetros climáticos promedio de Villa Ballester, BA | Parámetros climáticos promedio de Villa Ballester, BA | Parámetros climáticos promedio de Villa Ballester, BA | Parámetros climáticos promedio de Villa Ballester, BA | Parámetros climáticos promedio de Villa Ballester, BA | Parámetros climáticos promedio de Villa Ballester, BA | Parámetros climáticos promedio de Villa Ballester, BA | Parámetros climáticos promedio de Villa Ballester, BA | Parámetros climáticos promedio de Villa Ballester, BA |
| Mes                                                   | Ene.                                                  | Feb.                                                  | Mar.                                                  | Abr.                                                  | May.                                                  | Jun.                                                  | Jul.                                                  | Ago.                                                  | Sep.                                                  | Oct.                                                  | Nov.                                                  | Dic.                                                  | Anual                                                 |
| ----------------------------------------------------- | ----------------------------------------------------- | ----------------------------------------------------- | ----------------------------------------------------- | ----------------------------------------------------- | ----------------------------------------------------- | ----------------------------------------------------- | ----------------------------------------------------- | ----------------------------------------------------- | ----------------------------------------------------- | ----------------------------------------------------- | ----------------------------------------------------- | ----------------------------------------------------- | ----------------------------------------------------- |
| Temp. máx. abs. (°C)                                  | 43.5                                                  | 39.3                                                  | 37.5                                                  | 35.8                                                  | 30.4                                                  | 27.6                                                  | 27.8                                                  | 34.2                                                  | 34.3                                                  | 34.7                                                  | 36.0                                                  | 38.1                                                  | 39.7                                                  |
| Temp. máx. media (°C)                                 | 29.5                                                  | 28.7                                                  | 25.4                                                  | 22.3                                                  | 19.9                                                  | 16.3                                                  | 14.6                                                  | 15.1                                                  | 18.8                                                  | 22.7                                                  | 24.9                                                  | 27.0                                                  | 29.5                                                  |
| Temp. media (°C)                                      | 28.6                                                  | 26.0                                                  | 19.9                                                  | 16.9                                                  | 14.4                                                  | 10.8                                                  | 9.6                                                   | 10.5                                                  | 13.6                                                  | 16.6                                                  | 19.2                                                  | 21.4                                                  | 17.3                                                  |
| Temp. mín. media (°C)                                 | 21.8                                                  | 17.4                                                  | 14.5                                                  | 11.6                                                  | 8.9                                                   | 5.3                                                   | 4.7                                                   | 6.0                                                   | 8.5                                                   | 10.6                                                  | 13.6                                                  | 15.9                                                  | 11.6                                                  |
| Temp. mín. abs. (°C)                                  | 4.6                                                   | 1.9                                                   | -1.7                                                  | -4.8                                                  | -4.9                                                  | -6.3                                                  | -7.2                                                  | -5.4                                                  | -4.5                                                  | -3.9                                                  | -0.3                                                  | 1.8                                                   | -7.2                                                  |
| Precipitación total (mm)                              | 120.1                                                 | 119.0                                                 | 140.5                                                 | 100.4                                                 | 74.8                                                  | 69.6                                                  | 68.9                                                  | 70.3                                                  | 70.7                                                  | 117.2                                                 | 109.0                                                 | 111.3                                                 | 1171.8                                                |
| Nevadas (cm)                                          | 0                                                     | 0                                                     | 0                                                     | 0                                                     | 0                                                     | 0                                                     | 0                                                     | 0                                                     | 0                                                     | 0                                                     | 0                                                     | 0                                                     | 0                                                     |
| Días de precipitaciones (≥ )                          | 10                                                    | 10                                                    | 9                                                     | 9                                                     | 8                                                     | 6                                                     | 5                                                     | 7                                                     | 8                                                     | 9                                                     | 10                                                    | 9                                                     | 100                                                   |
| Días de nevadas (≥ 0)                                 | 0                                                     | 0                                                     | 0                                                     | 0                                                     | 0                                                     | 0                                                     | 0                                                     | 0                                                     | 0                                                     | 0                                                     | 0                                                     | 0                                                     | 0                                                     |
| Horas de sol                                          | 270                                                   | 240                                                   | 190                                                   | 175                                                   | 170                                                   | 135                                                   | 140                                                   | 175                                                   | 180                                                   | 215                                                   | 255                                                   | 260                                                   | 2405                                                  |
| Humedad relativa (%)                                  | 68                                                    | 67                                                    | 89                                                    | 83                                                    | 78                                                    | 75                                                    | 80                                                    | 81                                                    | 80                                                    | 79                                                    | 72                                                    | 70                                                    | 76.8                                                  |
| Fuente: Servicio Meteorológico Nacional Argentino     |                                                       |                                                       |                                                       |                                                       |                                                       |                                                       |                                                       |                                                       |                                                       |                                                       |                                                       |                                                       |                                                       |

### Población
Según el censo de 2001 Villa Ballester es la segunda localidad más poblada del partido, con 35.301 habitantes (16.540 varones y 18.761 mujeres). Esta población representa un 8,8% del total del partido de San Martín.

## Sitios de interés

### Museo Casa Carnacini
Calle 110 (Pueyrredón) 2720, entre 63 (Córdoba) y 65 (E. Marengo). Tel.(011) 4847-5039/5042.
En esta casa vivió Ceferino Carnacini (1888-1964), pintor post-impresionista que integró el Grupo Nexus.

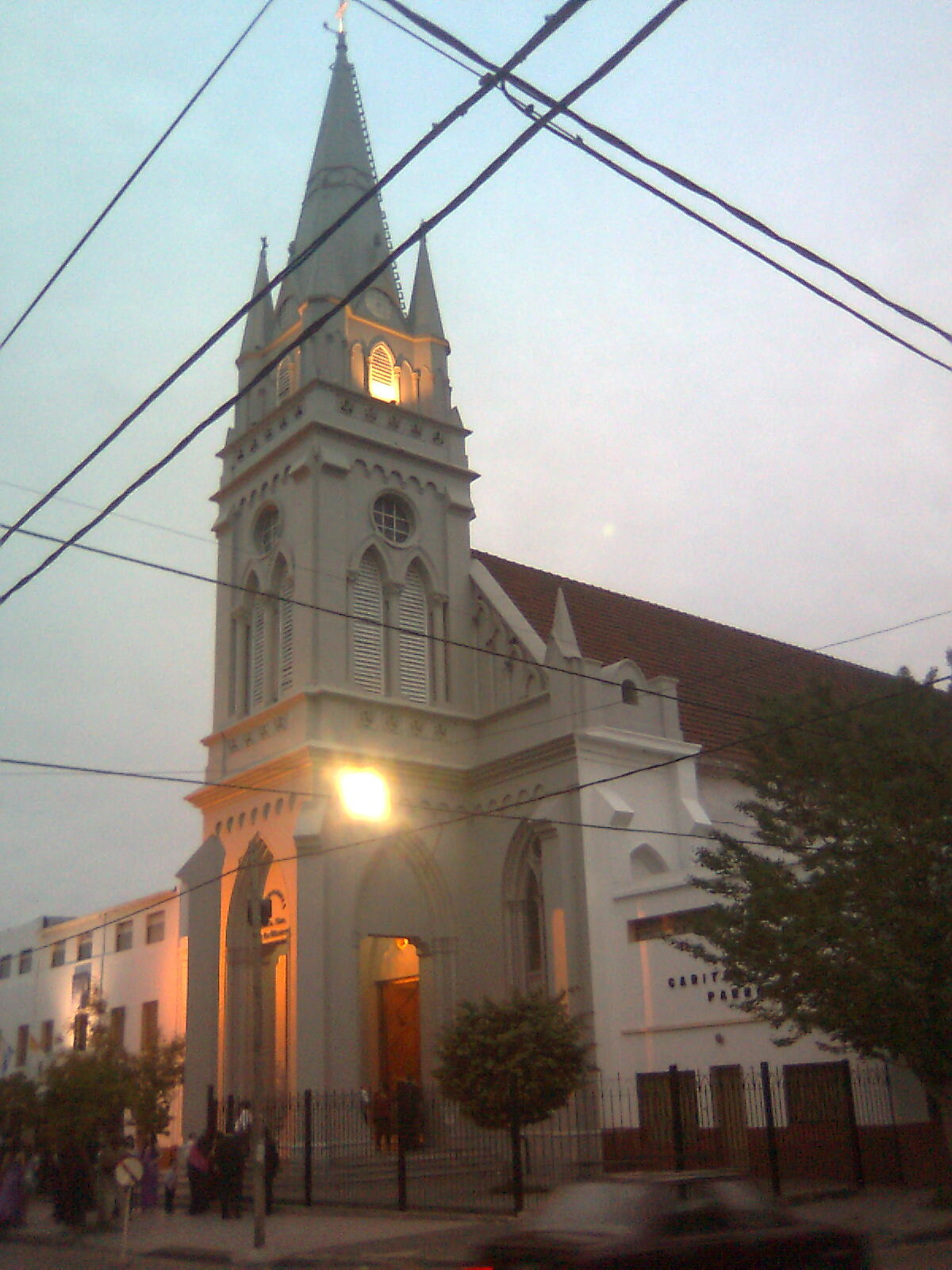
Iglesia Nuestra Señora de La Merced.

### Iglesia "Nuestra Señora de La Merced"
Este templo católico de estilo neogótico es el más antiguo de Villa Ballester.
Su piedra fundamental es colocada el día 15 de marzo de 1891. Cuando sus muros llegaban al techo su construcción fue interrumpida. Reanudada después, fueron modificados los planos originales pertenecientes al ingeniero Gino Aloisi, conservando siempre el estilo neogótico; pero el proyecto inicial de que tuviera tres naves y dos torres se truncó. Razones de economía, insalvables y de gran presión, determinaron que sea erigida como se la observa ahora – tras la posterior dirección de otro arquitecto, Rosendo Martínez – con una única nave central y una sola torre de casi treinta y cinco metros de altura, la que recién se empezó a construir en 1919. Con motivo de celebrarse el centenario de su inauguración, durante el año 2008 fue restaurado. Es, sin lugar a dudas, el emblema histórico y arquitectónico de la ciudad.

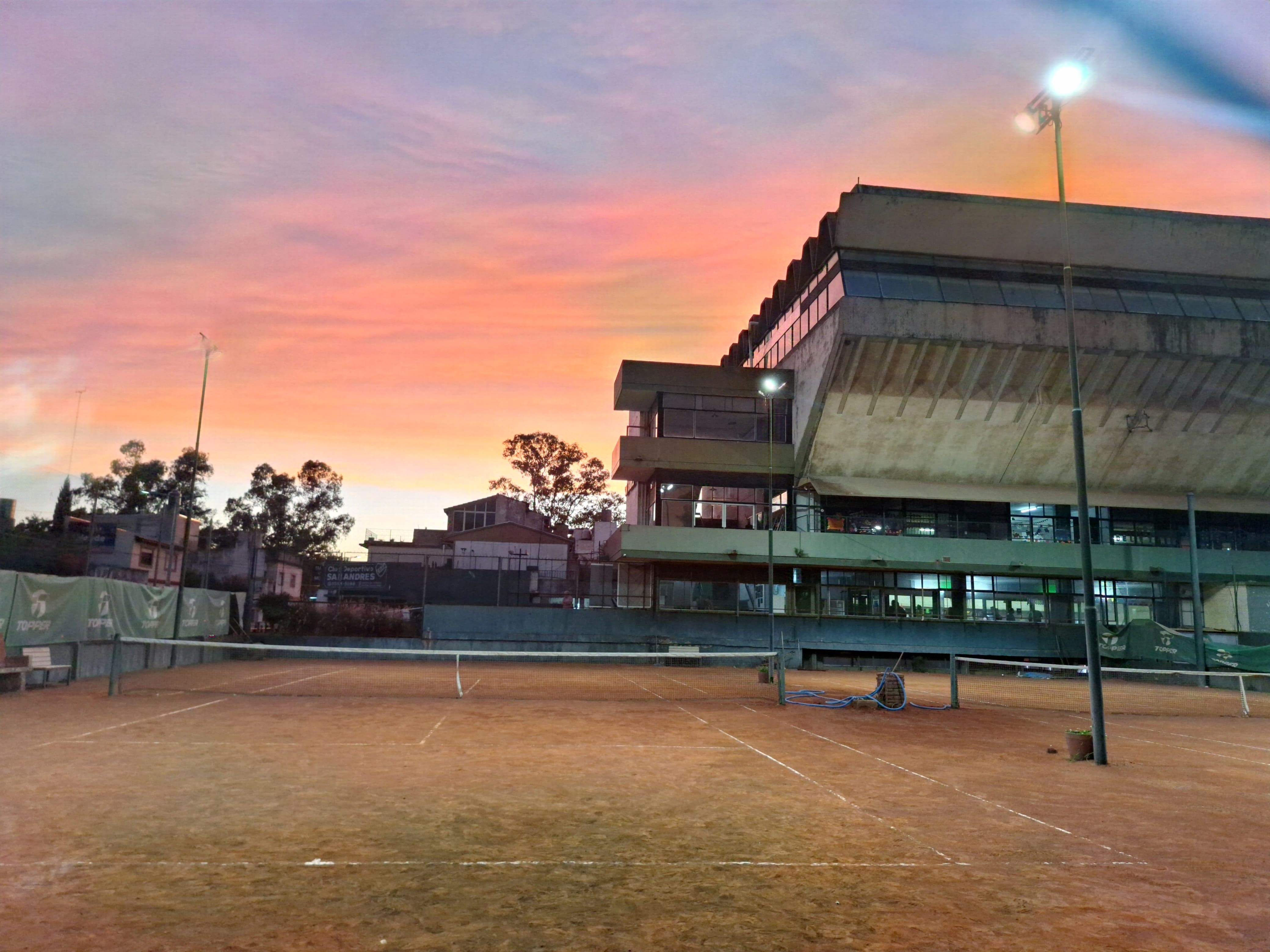
Atardecer en el Club Deportivo San Andrés, conocido centro deportivo de la localidad

### Club Deportivo San Andrés
Ubicado en el extremo sureste de Villa Ballester Noreste.

### Delegación Municipal de Villa Ballester
Esta casona, edificada en los primeros años de la década de 1900 tiene un alto valor histórico y patrimonial para la localidad, ya que ha sido propiedad de la tradicional familia ballesterense Marengo. El Dr. Enrique Marengo fue un destacado hombre público en el partido de General San Martín, ya que en el año 1922 ocupó el cargo de Intendente. En reconocimiento, el hospital local de Villa Ballester lleva su nombre.
Desde 1968 hasta 2007 fue sede de la mutual telefónica COPROTEL, la cual ante su disolución como entidad decidió donarla a la Municipalidad de General San Martín, con la condición de preservar la edificación original, haciéndose esta última cargo de sus deudas impositivas. Es así como la comuna dispuso utilizarla como nueva sede de la Delegación Municipal, la que antiguamente funcionaba en la Calle 65 (Independencia), en un reducto alquilado que no ofrecía las comodidades suficientes para su importancia.
Durante el año 2008 fue objeto de una restauración, a cargo de la Arquitecta María Virginia Pérez Casal y Eduardo Saldivia. El 18 de diciembre —en coincidencia con el aniversario 152.º de la fundación del partido—, fue inaugurada al público por el Intendente Ricardo Ivoskus y la secretaria de Gobierno Nilda Romero. Existe un proyecto por parte de la Intendencia Municipal para conectarla en el futuro con el Museo Casa Carnacini, generándose un corredor de actividades culturales.

### Grupo Scout Laureano A. Baudizzone
Este grupo fue fundado en 1935 con el nombre de "Grupo Scouts de Villa Ballester".
Se trasladó a la actual sede en el año 1942.

### Recorrido histórico por la calle Lacroze

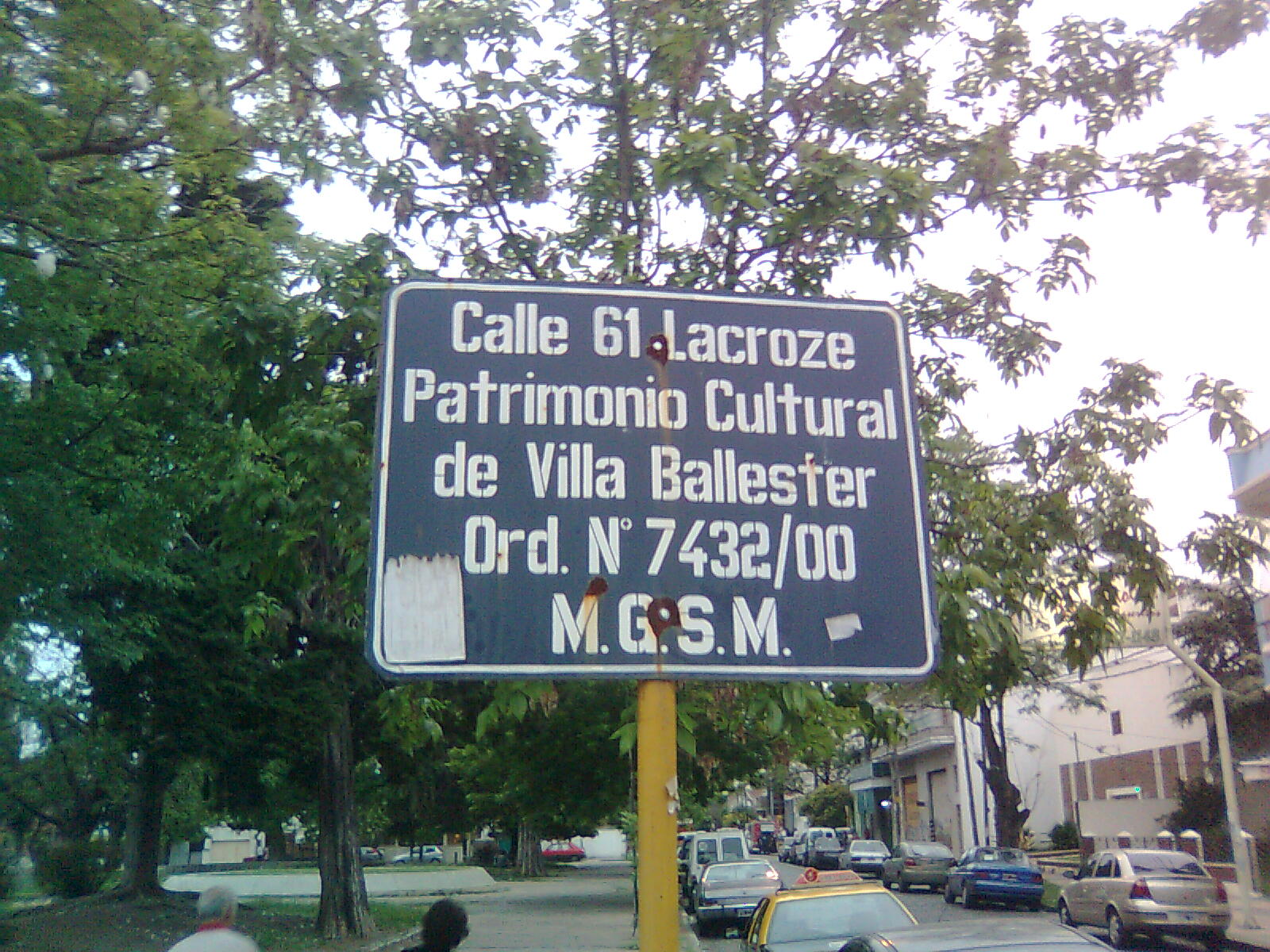

Se sugiere visitar esta calle, ya que se ha conservado como patrimonio histórico cultural de la localidad. Es una de las pocas arterias del partido de San Martín que aún tiene empedrado de adoquines. Si se recorre desde la Plaza Mitre hacia el centro de Villa Ballester podemos observar:
- El Radio Club Villa Ballester, en el cruce con Prof. G. Simon (140), fachada con palmera al frente, ambas centenarias y declaradas históricas por el municipio.

.Asociación de Bomberos Voluntarios de Villa Ballester, ubicado en Lacroze 5778.fundado el 16 de marzo de 1964, sociedad sin fines de lucro al servicio de la comunidad.
- Las fachadas antiguas del cruce con San Lorenzo (130).

- El Club Social Ballester Centro.

- Sede del Grupo Scout "Laureano A. Baudizzone" desde 1942, entre las calles San Lorenzo (130) y Lamadrid (126).

- La Iglesia Nuestra Señora de La Merced, en el cruce con Lamadrid (126).

- Fachadas antiguas completamente conservadas en el cruce con Gral. Paz (122) —bar "La Emilia" y delegación local del Registro Provincial de las Personas—.

- La Escuela N.º 3 "Tte. Gral. Bartolomé Mitre", en el cruce con Pueyrredón (110), la primera escuela de V. Ballester (inaugurada en 1904). En frente se conserva aún en pie la casona y atelier del pintor Carlos Ripamonte.

## Personalidades

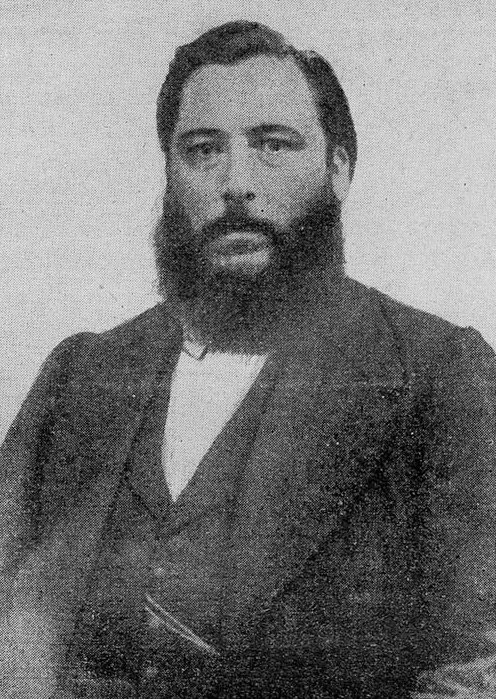
José Hernández, militar, periodista, poeta y político argentino, conocido por ser el autor del Martín Fierro
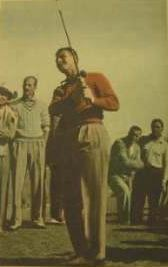
Roberto de Vicenzo, exgolfista, campeón del PGA tour en tres ocasiones.
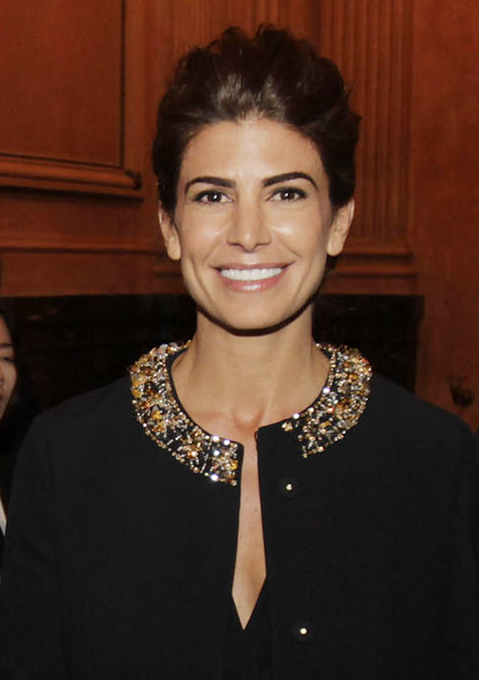
Juliana Awada, Primera Dama Argentina y dueña de la marca de ropa Awada
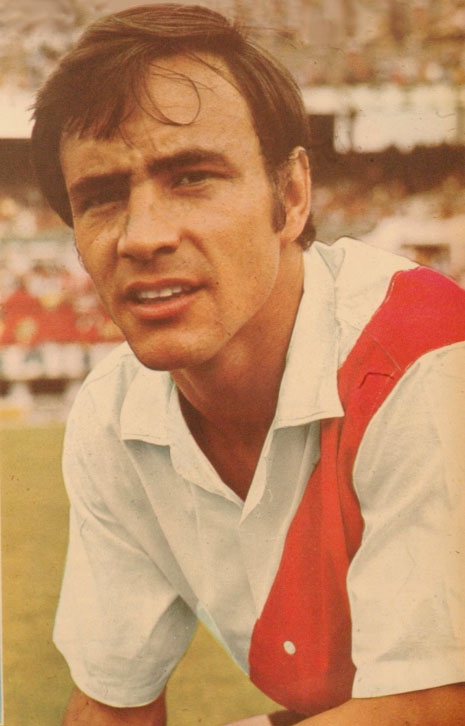
Oscar Más, exjugador de River Plate y Real Madrid, hizo 292 goles en su carrera profesional.
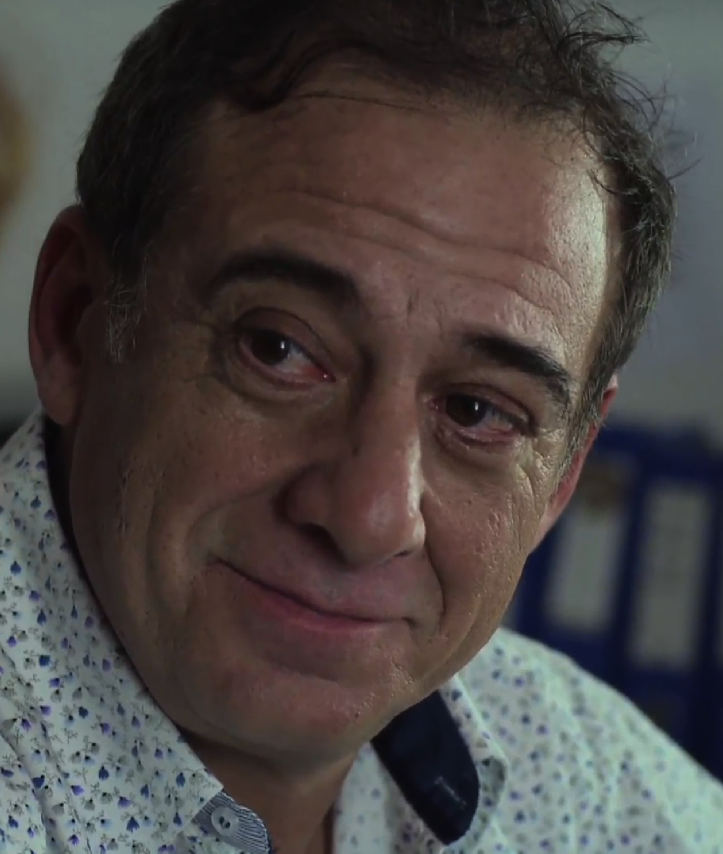
Alejandro Awada, actor argentino.
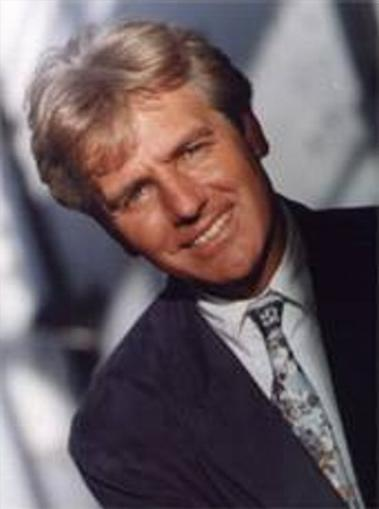
Sergio Denis, cantante argentino.

Nacieron y/o residieron en Villa Ballester:
- Mariano Cohn (n. 1975), director y productor de cine y televisión, codirector de El Ciudadano Ilustre premio Goya mejor película iberoamericana 2017.
- José Hernández (1834-1886), poeta, escritor y político, autor del Martín Fierro
- Roberto De Vicenzo, exgolfista, multicampeon, tiene en su haber 3 PGA Tour, y el Abierto Británico de 1967.
- Luis Barrionuevo, (n. 1942), Diputado Nacional de Argentina, sindicalista, empresario y político.
- Oscar "Pinino" Mas, exfutbolista, jugó en equipos como River Plate, Real Madrid Club de Fútbol, América de Cali.
- Juliana Awada, esposa del expresidente Mauricio Macri y dueña de la marca de ropa de diseño Awada. Hija del empresario Abraham Awada.
- Sergio Denis (1949-2020), Cantautor.
- Romina Gaetani, actriz
- Alejandro Awada, Actor, protagonista de la serie y película biográfica del Clan Puccio.
- Leopoldo Jacinto Luque, exfutbolista, Campeón de la Copa Mundial de Fútbol de 1978, jugó en equipos como Club Atlético River Plate, Club Atlético Rosario Central, Club Atlético Chacarita Juniors, etc.
- Ricardo Ivoskus (n. 1942), abogado y político de la Unión Cívica Radical, tres veces electo intendente del Partido de General San Martín (1999-2011).
- Daniel Ivoskus (n. 1973), consultor político y exconcejal. Actual Diputado Provincial de Cambiemos.
- Norbert Fimpel, Saxofonista internacional que ha acompañado en escenarios a los famosos intérpretes Roger Hodgson y Joe Cocker entre otros[10]
- Marcos Milinkovic (n. 1971), exvoleibolista, integrante de la Selección de Vóley de Argentina.
- Virginia Lago, actriz
- José Jurado, golfista, pionero del golf profesional en la Argentina
- José Carreras, tenor internacional. Vivió un año en Ballester, durante su infancia. Su familia residió en Argentina algunos años.[11]
- Ceferino Carnacini, paisajista y grabador. Vivió durante 50 años en la localidad
- Helmut Ditsch, artista plástico.
- Esteban Juan Tries, veterano de la Guerra de Malvinas.
- Jorge Gesdel (1944-2016), actor.
- Cristian Erbes, Futbolista, exjugador de Boca Juniors.
- Zully Moreno (1920-1999), Actriz
- Alberto Descalzo, político afiliado al Partido Justicialista, intendente del Partido de Ituzaingó, en la zona oeste del Gran Buenos Aires.
- Luis César Amadori (1920-1977), Director de cine, esposo de Zully Moreno
- Eliseo Álvarez, periodista y escritor, autor de "Biografía no autorizada de Carlos Gardel"
- Jorge Pepe, artista plástico
- Nicolas Colazo, futbolista,  exBoca Juniors.
- Leonor Manso, actriz
- Carlos Ripamonte, paisajista. Junto a Carnacini integró el Grupo Nexus
- Juan Peláez, ilustrador y grabador
- Iván Díez, comentarista radial de box, periodista y poeta de tango, nacido en Mar del Plata
- Fernando Siro (1931-2005), Actor, Director de cine.
- Miguel Ángel Zotto, bailarín de tango
- Annemarie Heinrich (Darmstadt, 1912 – Buenos Aires, 2005), fotógrafa germano-argentina
- Mercedes Funes, actriz
- Arturo Bonín, actor
- Cecilia Rognoni, integrante de Las Leonas
- Bobby Flores, locutor radial
- Miguel Habud, actor
- Agustín Rossi, futbolista, además estudió en la escuela San Joaquín.
- Fernando de Gregorio Pérez, educador, maestro, autor.

## Curiosidades
La tira Farsantes, emitida por Canal Trece en 2013 es grabada en inmediaciones de la Plaza Mitre de Villa Ballester, entre otras localizaciones ubicadas dentro del partido de San Martín.

## Parroquias de la Iglesia católica en Villa Ballester
| Diócesis   | San Martín |
| ---------- | --- |
| Parroquias | María Auxiliadora (en Malaver), María Madre de la Iglesia (en Chilavert), Nuestra Señora de Luján (en Chilavert), Nuestra Señora de la Merced, Sagrado Corazón de Jesús, Santuario Eucarístico Diocesano |